# M/S Viking XPRS
M/S Viking XPRS är en snabbfärja som trafikerar för rederiet Viking Line på linjen Helsingfors-Tallinn. 
Fartygets namn var ursprungligen bara ett projektnamn. Efter en namntävling där 16 000 bidrag hade skickats in valde Viking Line Viking XPRS som fartygsnamn eftersom projektnamnet blivit så väletablerat bland allmänheten.
Fartyget var Viking Lines första nybygge för linjen Helsingfors-Tallinn, och rederiets första nybygge på 18 år. Senaste nybygget var M/S Kalypso 1990.

## Däcksplan
1. Maskinrum
2. Maskinrum, verkstad, lagerutrymmen
3. bildäck
4. bildäck
5. bildäck
6. Hytter, personalutrymmen
7. Soldäck, Nattklubb, Pub, Butik, Info, Konferens
8. Soldäck, Bufférestaurang, Vinbar, Café, A la carte restaurang, grillrestaurang, lekrum
9. Kommandobrygga, personalutrymmen
10. Personalutrymmen, soldäck

## Bildgalleri

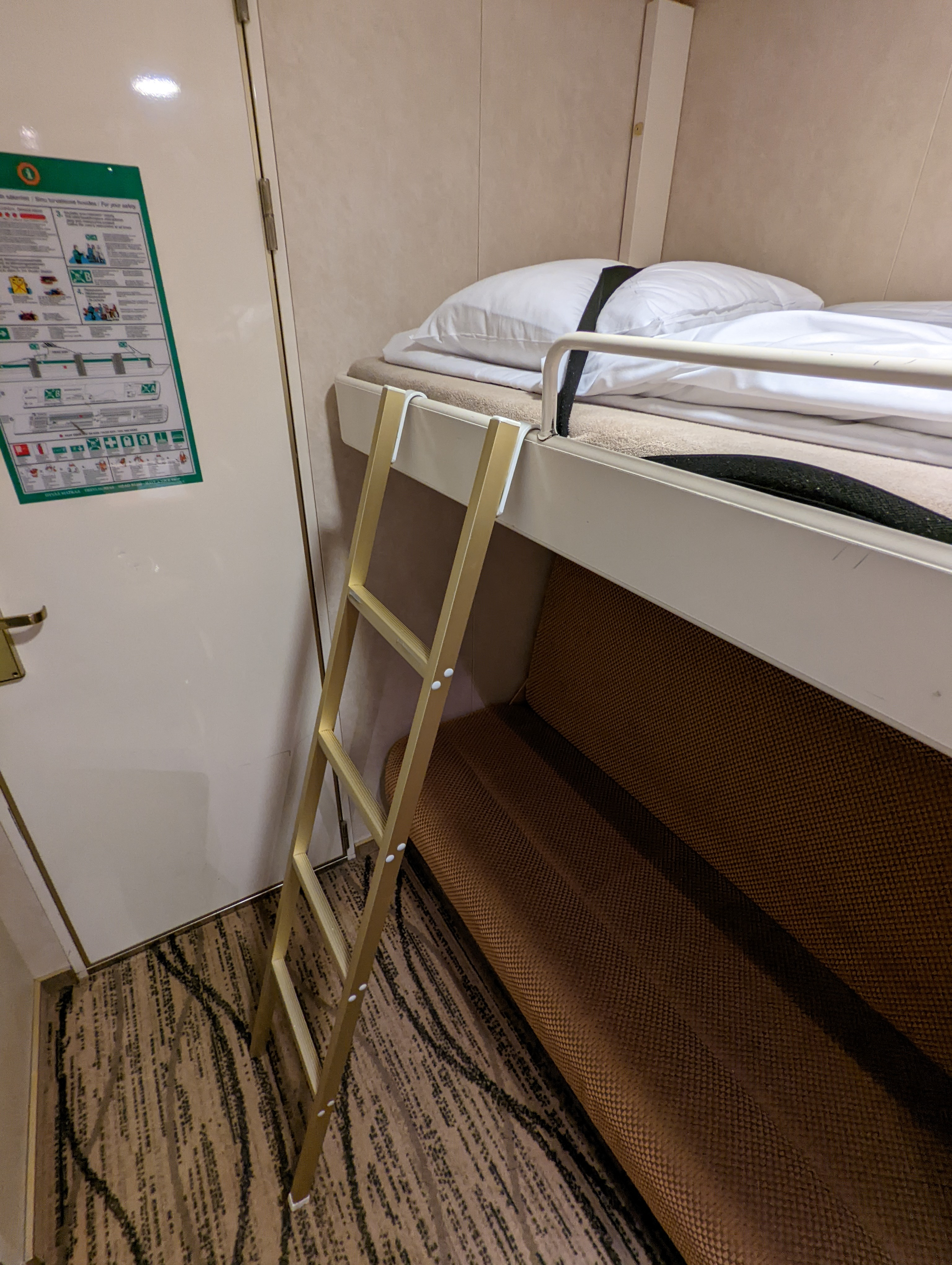
B2S Inside Piccolo Small-hytt
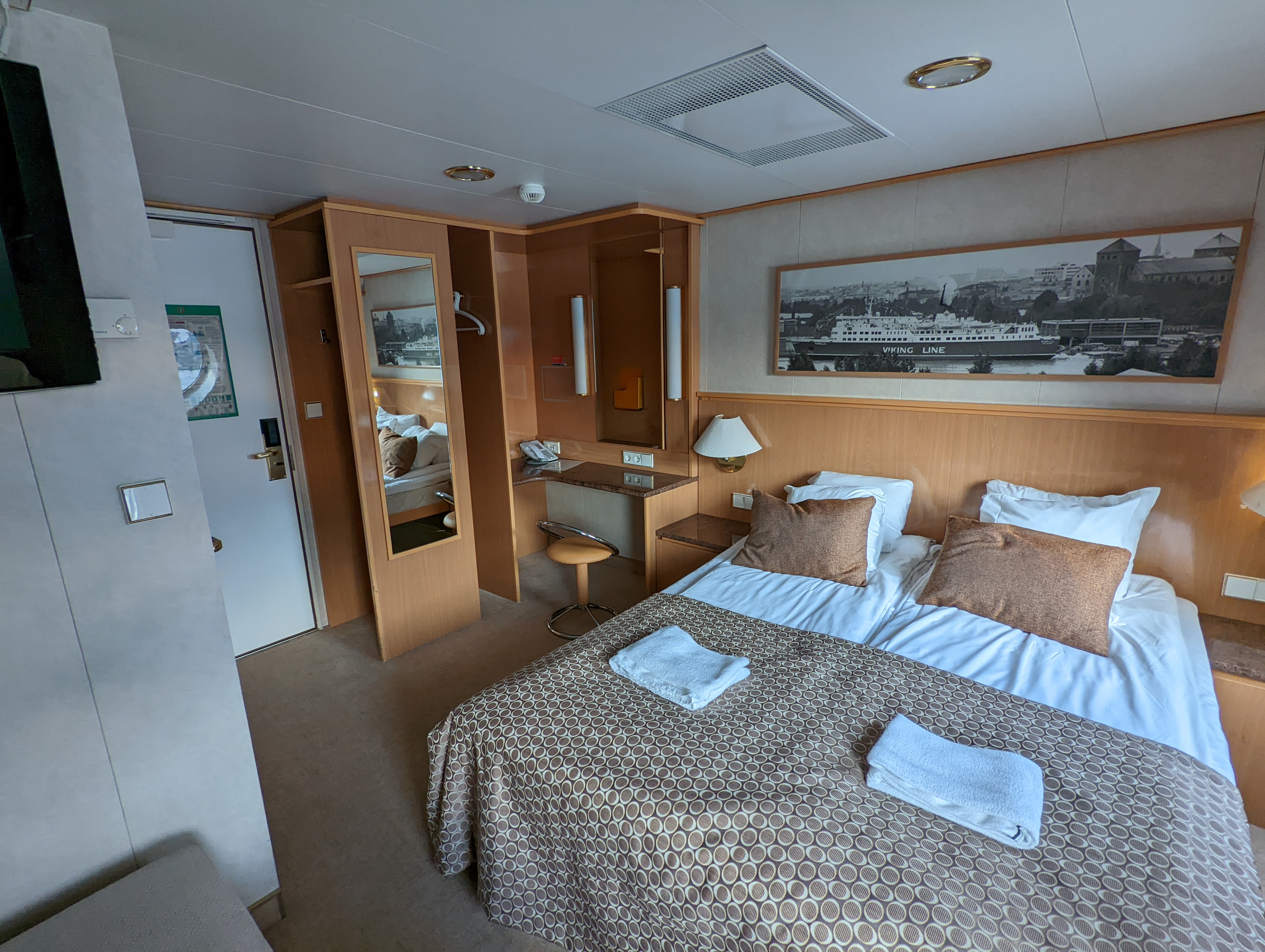
LYX Seaside Premium-hytt
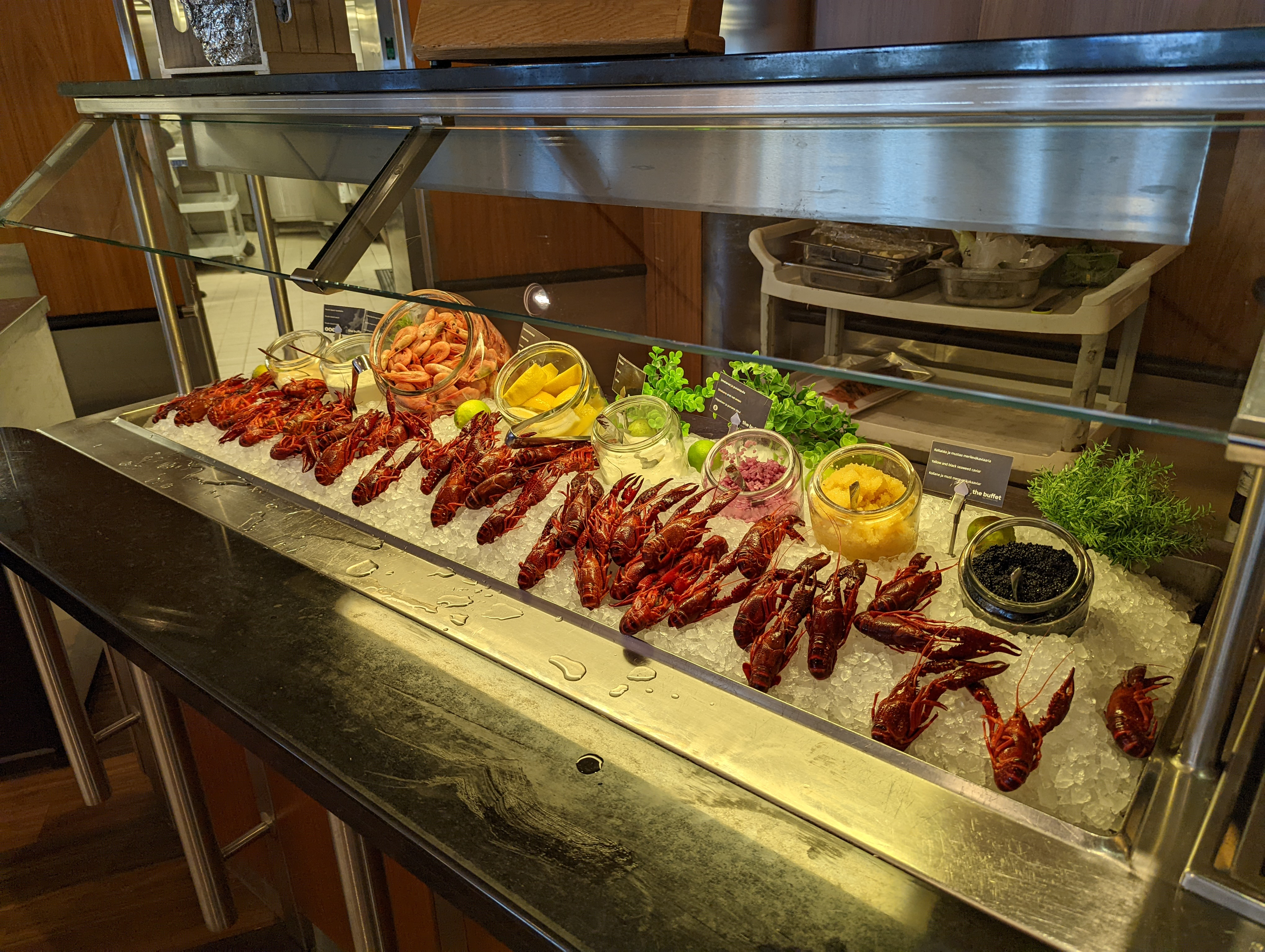
Skaldjur i The Buffet
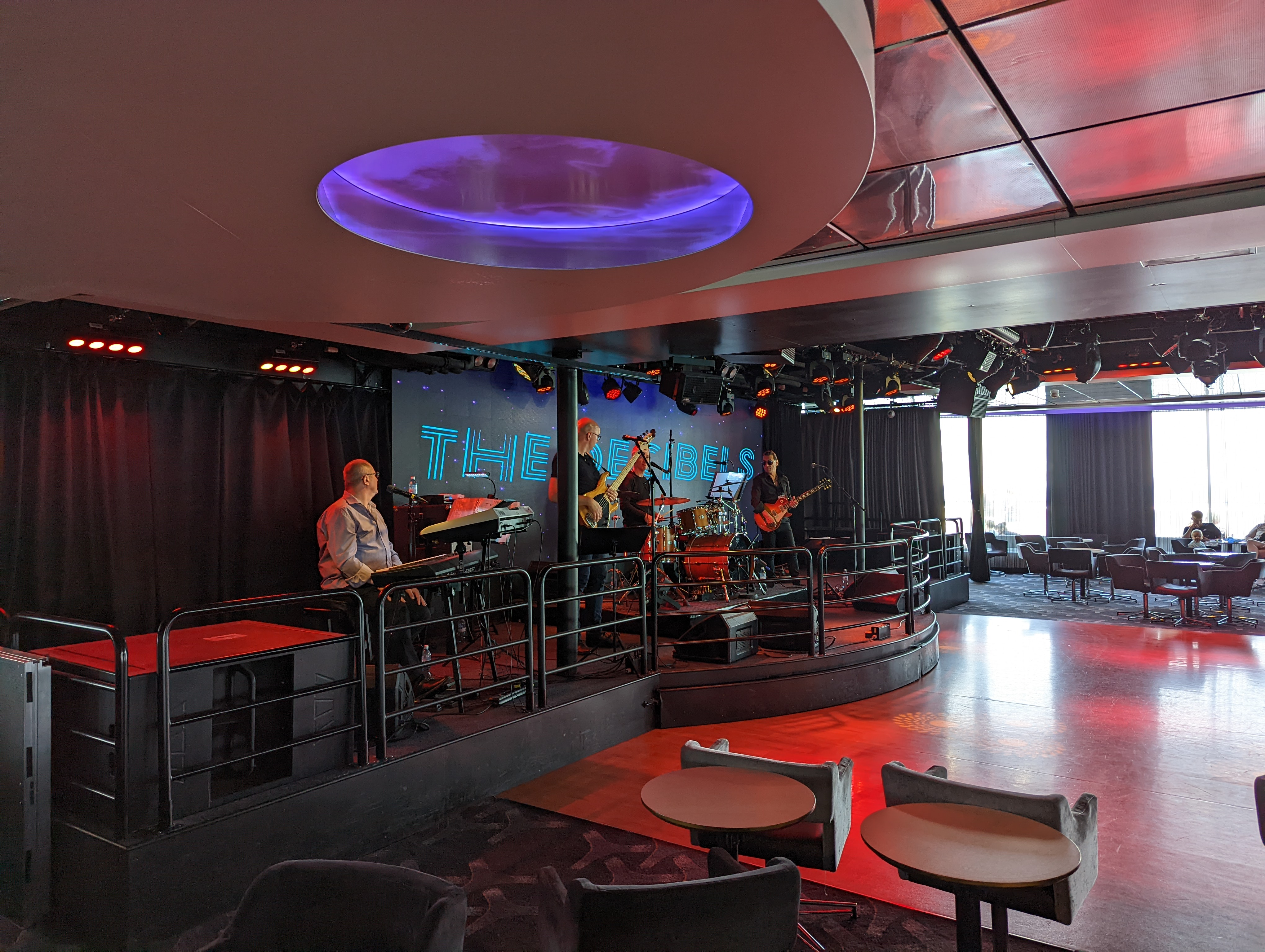
Bandet The Decibels i Club X
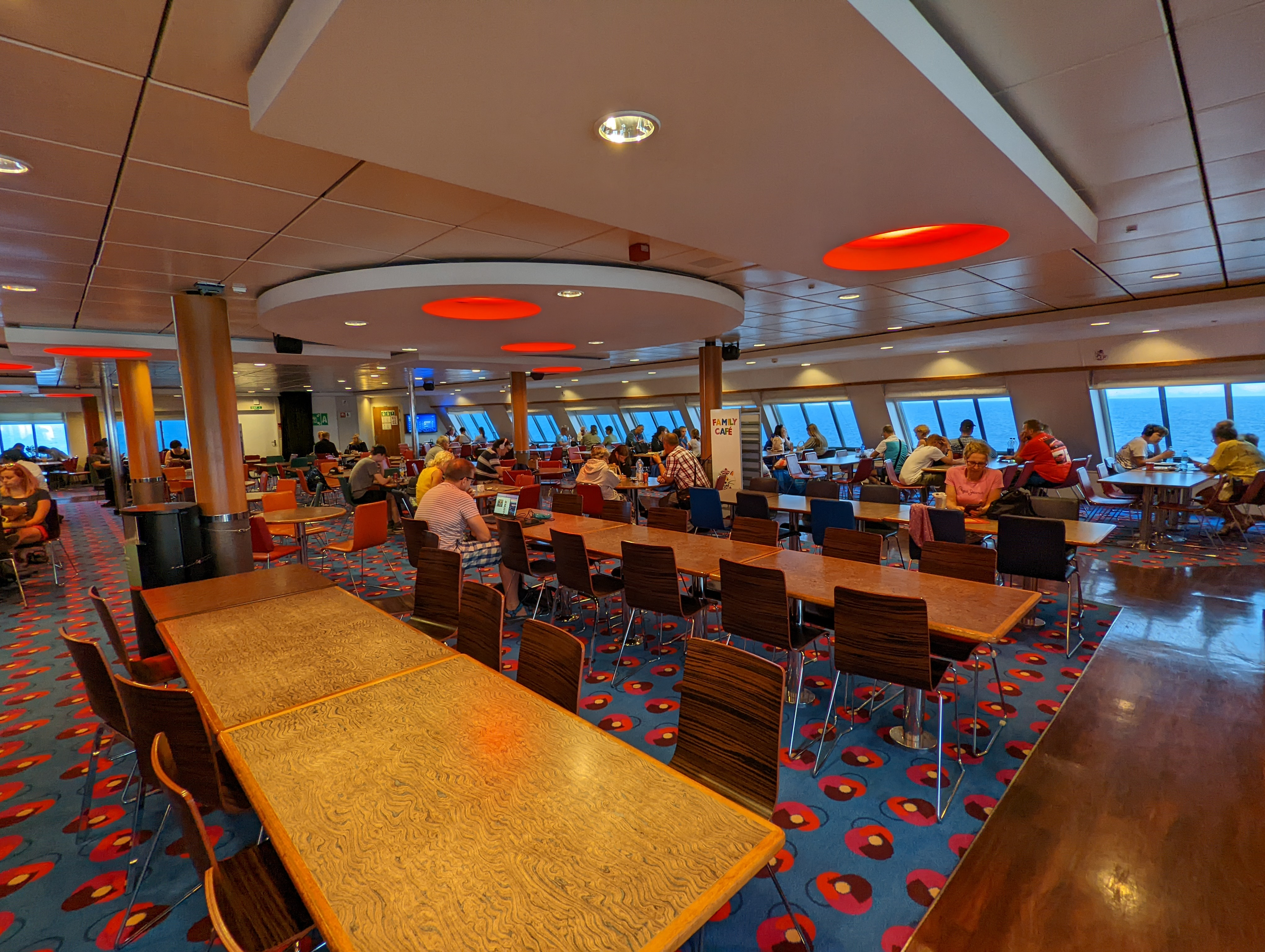
Red Rose Bar & Café
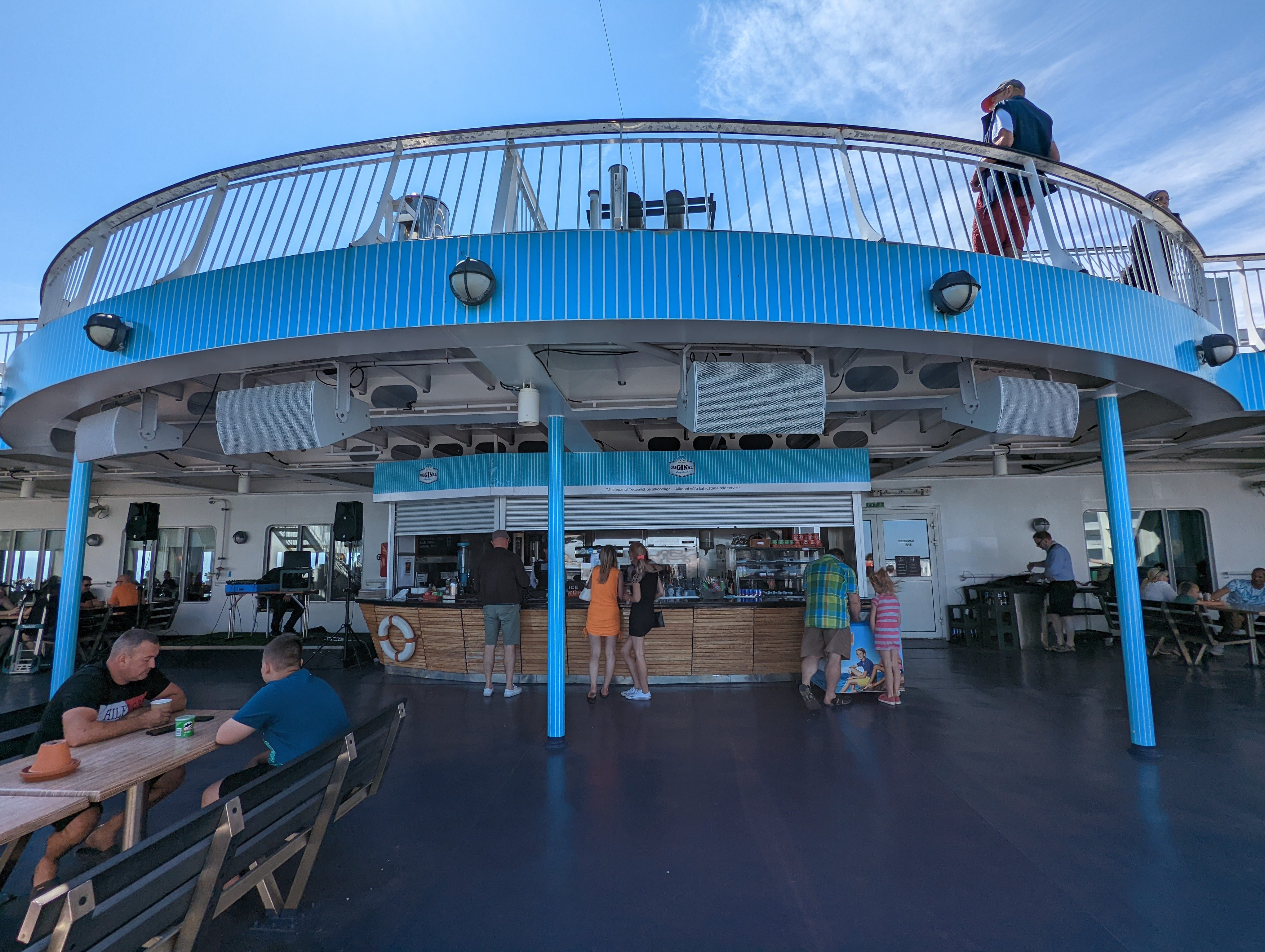
Soldäck